# Vecquemont
Vecquemont település Franciaországban, Somme megyében. Lakosainak száma 540 fő (2022. január 1.). Vecquemont Blangy-Tronville, Daours és Lamotte-Brebière községekkel határos.

## Népesség
A település népessége az elmúlt években az alábbi módon változott:
| Lakosok száma | 545  | 540  | 543  | 540  | 542  | 544  | 542  | 540  | 540  |
|               | 2013 | 2015 | 2016 | 2017 | 2018 | 2019 | 2020 | 2021 | 2022 |